# Jan Betley
Jan Betley (* 28. Februar 1908 in Płock; † 3. April 1980 in Warschau) war ein polnischer Maler und Pädagoge.

## Leben
Betley besuchte die Szkoły Sztuk Pięknych und studierte von 1930 bis 1936 unter Tadeusz Pruszkowski an der Akademie der Bildenden Künste in Warschau. 1936 legte er hier sein Examen mit Auszeichnung ab. 1946 schloss er eine zusätzliche Ausbildung unter Felicjan Szczęsny Kowarski ab. Er war ein Mitglied der Vierten Gruppe (polnisch: „Grupa Czwarta“). Von 1948 bis 1978 wirkte Betley an der Fakultät für Malerei der Warschauer Akademie, zunächst als Assistent und ab 1967 als Dozent. Er malte vorwiegend Landschaftsbilder in Öl, mit einem Schwerpunkt auf Ansichten aus Warschau, Sandomierz, Płock, Kazimierz Dolny und Bukowina Tatrzańska. Er schuf auch Porträts, Genrebilder und Kriegsbilder zum Zweiten Weltkrieg. Ursprünglich malte Betley in einem realistischen Stil, ab 1970 wurden seine Gemälde expressionistischer. Er wurde vom polnischen Kolorismus beeinflusst. Vor dem Krieg wurden Werke von ihm in Polen und in Berlin, London und Stockholm (1936) gezeigt. Nach dem Krieg wurde er außer in Polen auch in Berlin, Genf, London, Chicago und New York ausgestellt. Betley gewann verschiedene Auszeichnungen. Bilder von ihm befinden sich in den Sammlungen des Nationalmuseums Warschaus und des Museum von Warschaus.